# Thees Glabisch
Thees Maximilian Glabisch (* 8. Januar 1994 in Salzgitter) ist ein deutscher Handballspieler. Er spielte auf der Position Linksaußen beim Zweitligisten VfL Lübeck-Schwartau.

## Karriere
Glabisch begann das Handballspielen beim Ratzeburger SV. Nachdem Glabisch anschließend für den NTSV Strand 08 aufgelaufen war, schloss er sich 2009 dem SC Magdeburg an. In Magdeburg besuchte er das Handball-Internat und spielte anfangs im Jugendbereich des SCM. Später gehörte er dem Kader der 2. Herrenmannschaft an, die in der 3. Liga spielten. In der Saison 2012/13 wurde Glabisch in der Bundesligapartie gegen den HSV Hamburg eingesetzt. Mit der A-Jugend vom SCM trat Glabisch in der Jugend-Bundesliga an, mit der er 2013 deutscher Vizemeister wurde. Anschließend wechselte er zum Zweitligisten VfL Bad Schwartau (seit 2017 VfL Lübeck-Schwartau). Nach der Saison 2020/21 verließ er den VfL. Für Schwartau erzielte er insgesamt 571 Treffer in 221 Zweitligapartien. Seit der Saison 2023/24 läuft er für den TSV Groß Grönau auf.